# Ableton Live
Ableton Live ist ein Sequenzer des Berliner Softwareunternehmens Ableton und ein Werkzeug zur Musikproduktion. Ableton Live richtet sich sowohl an die Zielgruppe Live-Musiker/DJs, die ihre Musik in Echtzeit auf der Bühne darbieten, als auch an Produzenten, die mit Hilfe dieser Software musikalische Arrangements erstellen möchten. Ableton Live ist für die Betriebssysteme macOS und Windows verfügbar.
Live bietet Möglichkeiten wie die Echtzeitbearbeitung von Audioquellen (Samples), die je nach Belieben im Tempo und unabhängig davon in der Tonhöhe geändert (Time-Stretching), mit Effekten moduliert oder mit internen Instrumenten zusammengemischt werden können. Ebenso lassen sich Audioquellen in Echtzeit aufnehmen und virtuelle Instrumente oder Effekte (VST, ReWire etc.) ansteuern. Darüber hinaus ist Live in der Lage, MIDI-Geräte in die Performance einzubinden. Somit erlaubt Live das Komponieren und Improvisieren von Musik in Echtzeit, wobei die Software auch über MIDI-Controller (z. B. Tastatur, MIDI-Keyboard, Mischpult etc.) gesteuert werden kann. Die Fernsteuerung über MIDI erlaubt Musikern verschiedene Manipulationen zur selben Zeit, während dieses Feature mit einer Maus eher eingeschränkt ist. Für die MIDI-Steuerung wurde von Ableton in Kooperation mit Akai eine eigens auf Live abgestimmte Serie von MIDI-Controllern entworfen. Unter dem Label von Akai wurden die APC20, APC40 und als Nachfolger die APC40mk2 veröffentlicht, später dann der ebenfalls von Akai gebaute, aber unter der Marke „Ableton“ verkaufte Push. Die Entwicklung und Fertigung des Push2 wurde losgelöst von Akai durch Ableton übernommen. Als Sequenzer kann Live auch bei Aufnahmen im Studio verwendet werden.

## Versionsgeschichte
Ab Version 5 verfügt Ableton Live über eine Funktion mit der Bezeichnung „Clip Freeze“, die dazu dient, die CPU-Auslastung zu reduzieren. Eingefrorene Tracks können nicht bearbeitet werden, belasten aber auch die CPU nicht mehr sonderlich. Des Weiteren wird eine Vielzahl an neuen und qualitativ hochwertigen Effekten (sechs neue/22 insgesamt) mitgeliefert. Die Effekte Phaser, Flanger, Auto Pan, Saturator, Arpeggiator und Beat Repeat sind ab der Version 5 fester Bestandteil von Live. Neben WAV- und AIFF- wird nun auch der Import von MP3-Dateien unterstützt.
Mit Live 5.2 integrierte Ableton die native Unterstützung für Intel-basierte Apple-Macintosh-Computer.
Ab Version 6 halten weitere Verbesserungen Einzug. Neben dem neuen Instrument „Sampler“, dem Effekt „Dynamic Tube“ und der Erweiterung vorhandener Instrumente und Effekte, ist Live nun auch in der Lage, eingefrorene Tracks zu bearbeiten, ohne sie vorher aufzutauen („Deep Freeze“). Live 6 bietet die Möglichkeit, eingebaute und externe Instrumente und Effekte nicht nur in den Device-Groups zusammenzufassen, sondern zusätzlich auch in virtuellen Racks zu organisieren und dadurch zentral zu kontrollieren. Unter den angekündigten Neuerungen befinden sich unter anderem: Multi-CPU-/Multi-Core Unterstützung, die Möglichkeit, Filme im QuickTime-Format zu importieren und somit zu vertonen, Tonspuren als einzelne Dateien zu exportieren und die direkte Unterstützung zahlreicher MIDI-Controller.
Version 6 wird auf Wunsch mit einer umfangreichen Bibliothek gesampelter Instrumentenklänge, die Essential Instrument Collection (EIC), ausgeliefert.
Im November 2007 erschien die Version 7, am 2. April 2009 die Version 8. Version 8 bietet Verbesserungen im Warping, eine neue Groove-Funktion, die Möglichkeit, Spuren zu Gruppen zusammenzufassen, die neuen Effekte Vocoder, Looper, Limiter, Multiband Dynamics, Overdrive und Frequency Shifter sowie viele weitere kleinere Änderungen. In der Suite oder gegen Aufpreis gibt es das neue virtuelle Instrument Collision für perkussive Klänge und die Sample-Library Latin Percussion.
Die Benutzeroberfläche von Live wurde in verschiedenen Sprachen lokalisiert, darunter befindet sich auch eine deutsche Version.
Ab Version 8.2.6 ist Live kompatibel zum Betriebssystem Mac OS X 10.7 Lion und unterstützt die Controller-Serie „Impulse“ von Novation. Anfang April 2012 wurde Version 8.3 veröffentlicht; ab dieser Version aktualisiert sich das Programm automatisch. Audiodateien können nun direkt aus dem Programm auf einen eigenen SoundCloud-Account hochgeladen werden. Mit dem Update auf 8.3.1 wurde die Kompatibilität zum Betriebssystem OS X Mountain Lion berücksichtigt.
Version 9 bringt vor allem die Unterstützung des hauseigenen Hardwarecontrollers Push, die Möglichkeit Clip-Automationskurven aufzunehmen, einen überarbeiteten Browser, Multi-Monitor Unterstützung, den neuen Glue Compressor und die Möglichkeit, Audio-Clips in MIDI umzuwandeln.
Die am 6. Februar 2018 erschienene Version Live 10 enthält einen Wavetable-Synthesizer, zwei neue Effekte sowie eine verbesserte Zusammenarbeit mit Push. Dieser bietet nun die Möglichkeit Effekte und Midinoten zu visualisieren.
Version 11 vom 23. Februar 2021 enthält Neuerungen wie Comping, Unterstützung für MIDI Polyphonic Expression (MPE) als auch neue Audioeffekte, Instrumente und Verbesserungen diverser Funktionen.
Am 5. März 2024 wurde die Version Live 12 veröffentlicht, welche die Software neben Anpassungen an der  GUI durch umfangreiche MIDI-Tools, sowie neuen Instrumenten und Effektplugins erweitert.